# 하타고

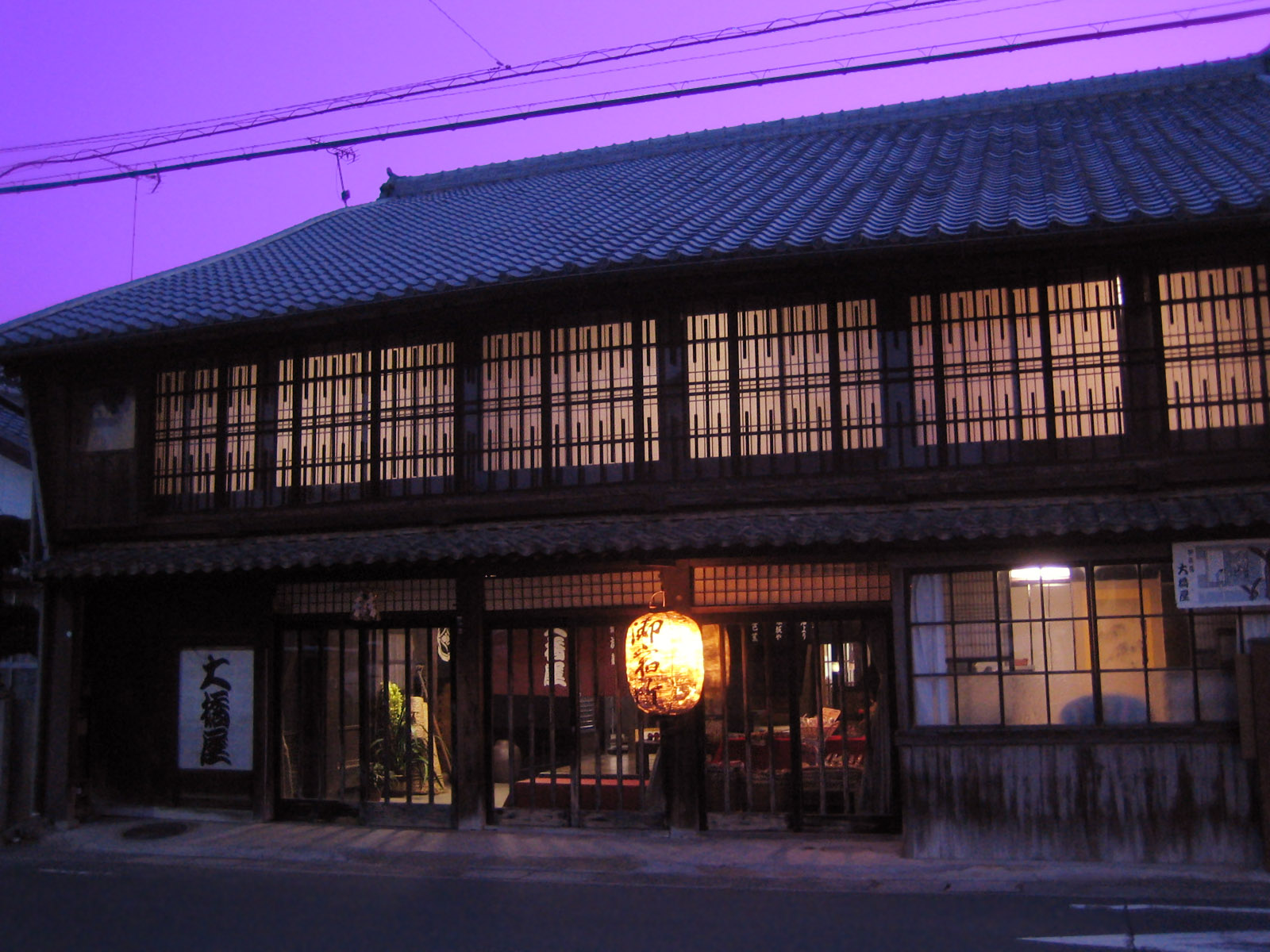
하타고

하타고(일본어: 旅籠)는 에도 시대에 등장한 숙박 시설로, 기친야도와는 달리 식사를 제공한다.